# Apotropaïque
Un objet apotropaïque vise à conjurer le mauvais sort et à détourner les influences maléfiques. Une amulette, par exemple, est censée prémunir son porteur contre le malheur. Le mot français « apotropaïque » provient du grec αποτρέπειν / apotrépein, « détourner ».

## Quelques objets apotropaïques célèbres

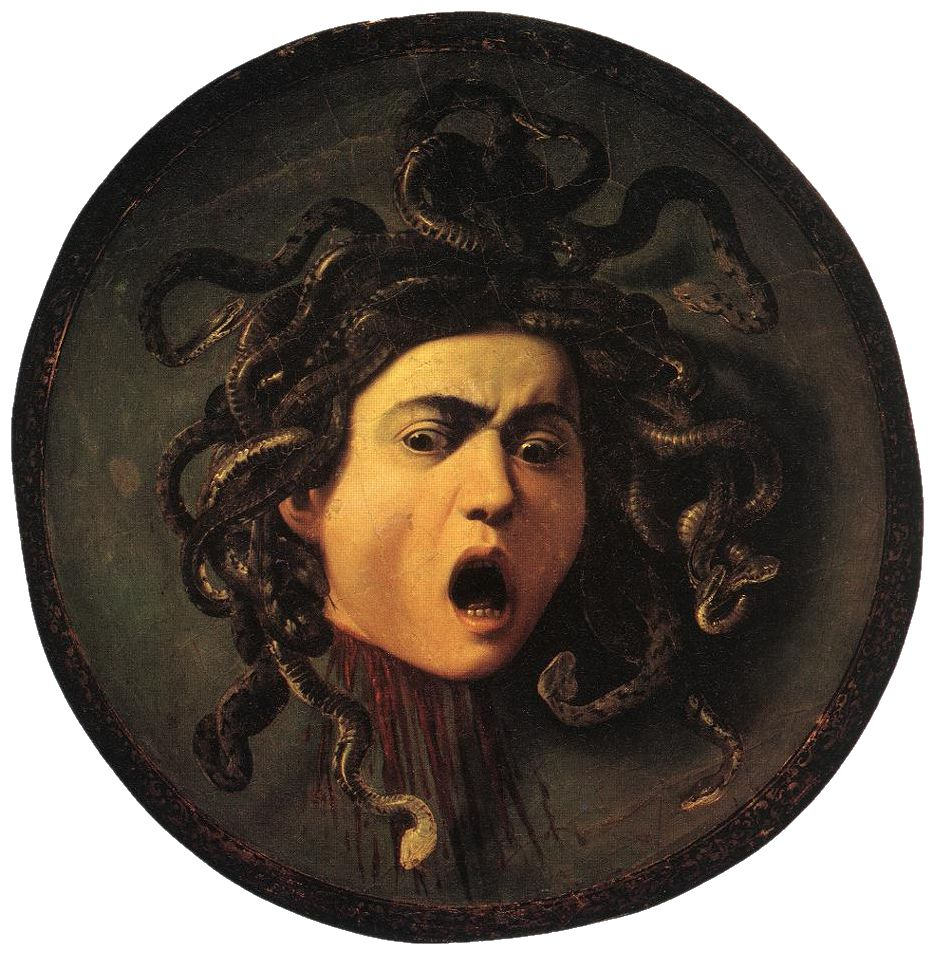
Méduse, par Le Caravage.

- La tête de Méduse sur le bouclier ou la cuirasse de parade dans l'Antiquité grecque, imitée dans la Rome antique
- Le nazar boncuk en Turquie
- La main de Fatima en Afrique du Nord
- La chouette clouée sur la porte de la grange
- Le fer à cheval
- La boule de sorcière
- La médaille de saint Christophe, dans la voiture
- Le phallus de la pistrina de Modeste, à Pompéi
- Les gargouilles
- Le bronze
- Les kanarés

## Dans la Grèce antique
- Les sphinges et les sirènes sous forme de statues funéraires déposées sur les tombes en Grèce vers le VIe siècle av. J.-C.
- Les scilles maritimes dites apotropaïques dans l'Histoire des plantes[1] de Théophraste:   dans Les Caractères du même auteur, le Superstitieux (Caractère XVI)[2] convoque des prêtresses pour le purifier en traçant  autour de lui  un cercle avec ces plantes.
- Les statues apotropaïques du dieu Apollon, censées repousser la maladie [3].
- Le fait de cracher lorsque l'on croise un épileptique[4].
- Une des plus anciennes images athéniennes d'Aphroditos qui nous soit parvenue est un fragment (fin du IVe siècle), trouvé dans l'Agora d'Athènes, d'un moule en argile de figurine en terre cuite. Le personnage, qui aurait eu une hauteur de 30 cm, est représenté dans un style connu sous le nom de άνασυρόμενος (anasyromenos, c'est-à-dire « qui retrousse son vêtement », « impudique »), une femme levant sa robe pour montrer ses organes génitaux masculins[5], un geste qui était censé avoir une valeur apotropaïque, repoussant les influences malfaisantes et portant chance[6].

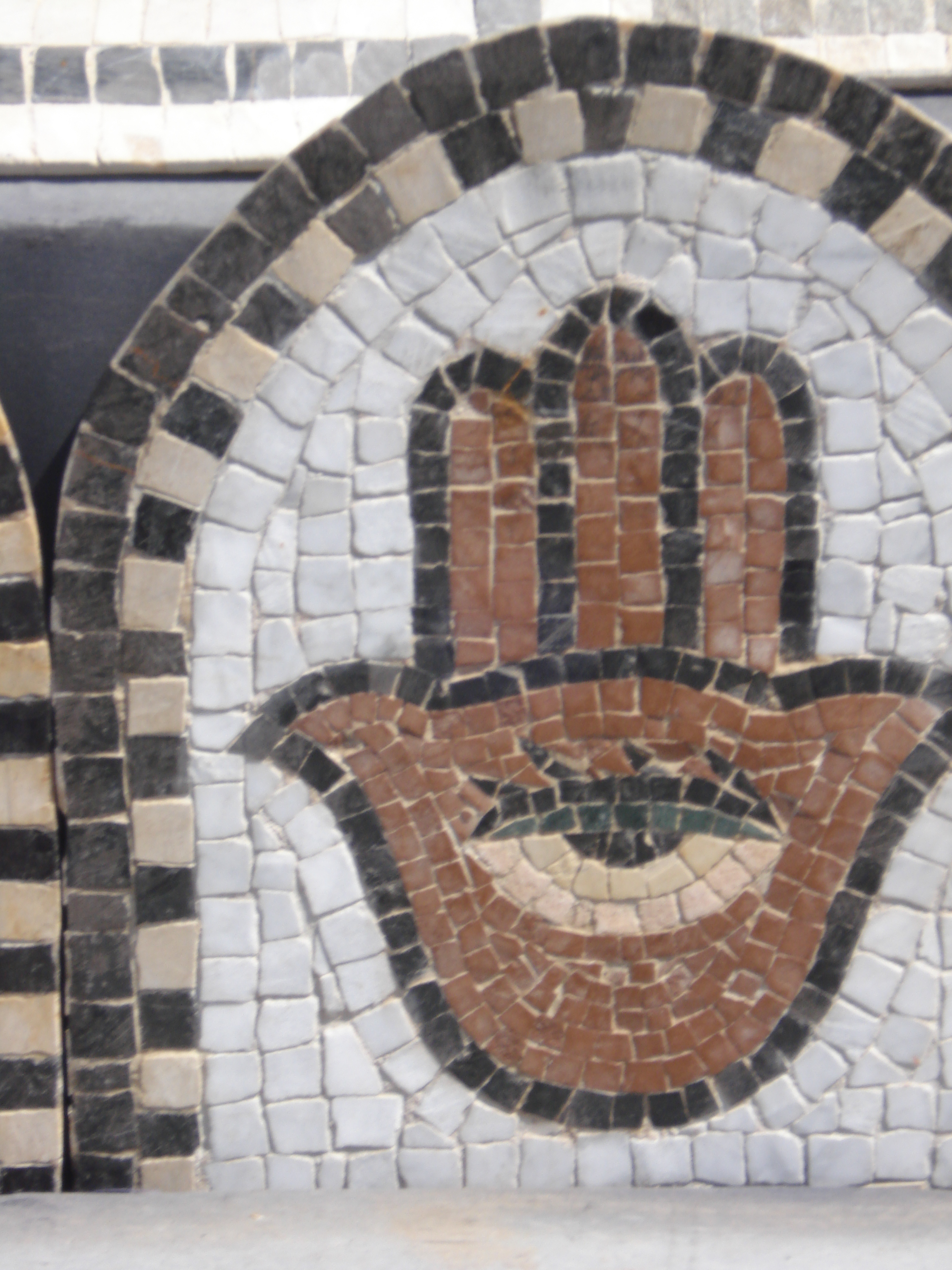
Main de Fatima, détail d'une mosaïque contemporaine (XXIe siècle, El Jem).
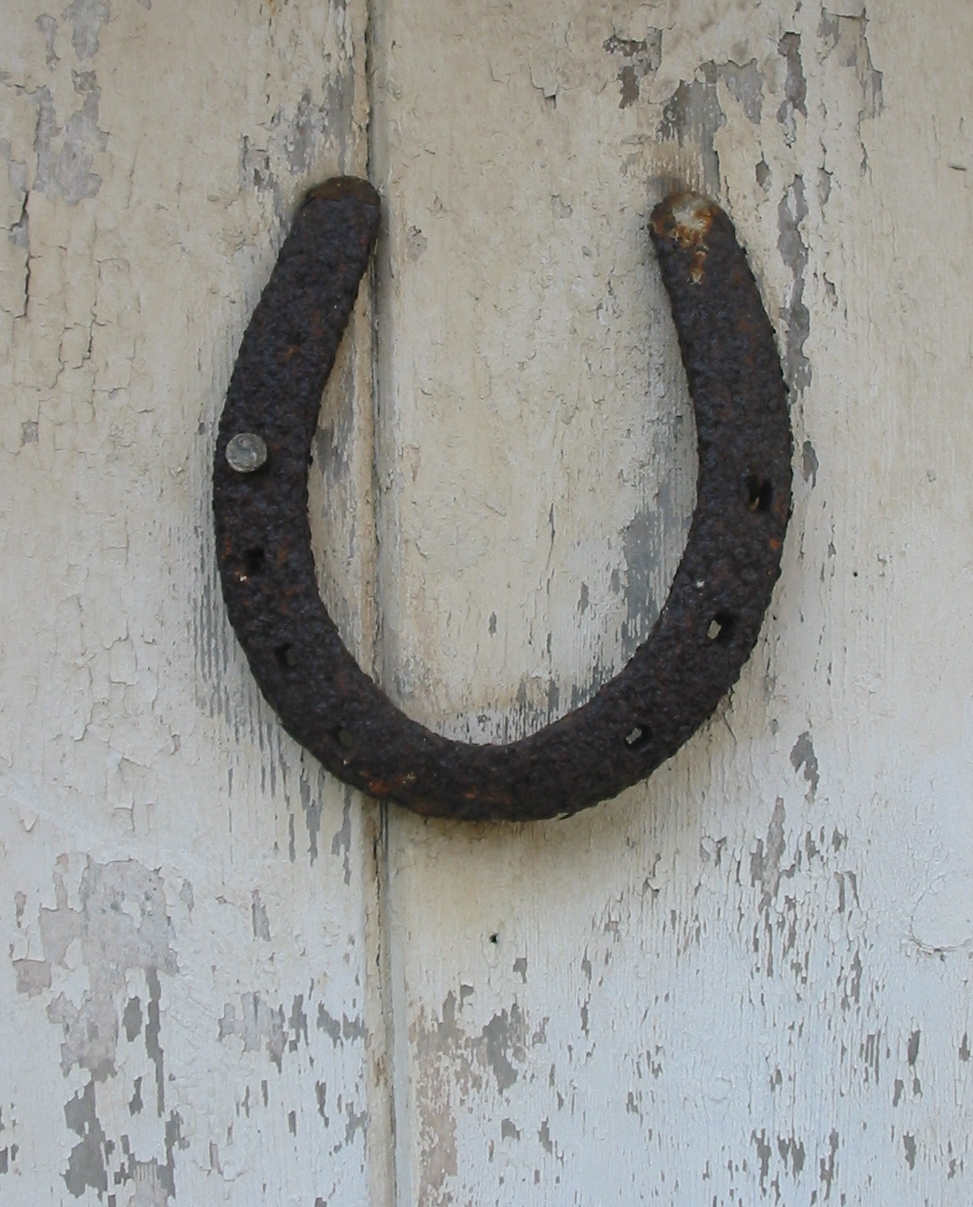
Fer à cheval sur une porte (XXIe siècle).
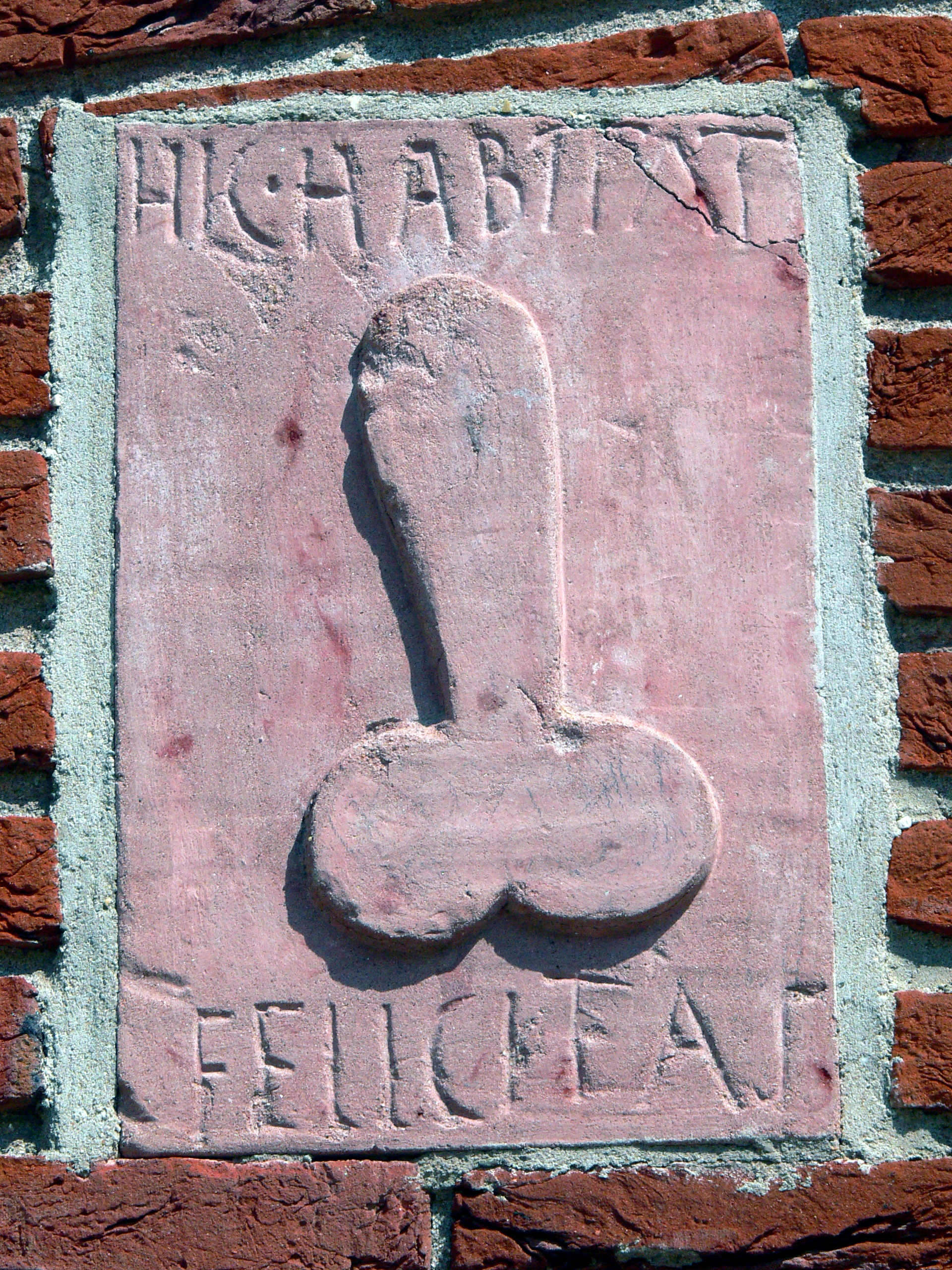
Ici réside la bonne fortune. Le phallus représente ici la prospérité et préserve de la malchance (Ier siècle, Pompéi).

## Autres
On parle également d'attitude apotropaïque : prudente (ne pas ouvrir le champagne trop tôt), superstitieuse (ne pas marcher sous une échelle). [réf. nécessaire]